# 乔安娜·费奥多罗
乔安娜·费奥多罗（波蘭語：Joanna Fiodorow，1989年3月4日—）是一名专长于链球的波兰田径运动员。
她曾在2014年欧洲田径锦标赛上以73.67米赢得铜牌。
她参加了伦敦的2012年夏季奥林匹克运动会和里约的2016年夏季奥林匹克运动会，在两次决赛中都获得第9名。